# Rhopalocarpus
Rhopalocarpus es un género con quince especies de plantas  perteneciente a la familia Sphaerosepalaceae. 

## Especies seleccionadas
- Rhopalocarpus alternifolius
- Rhopalocarpus binervius
- Rhopalocarpus coriaceaus

## Sinónimo
- Sphaerosepalum